# Command & Conquer 3: Tiberium Wars
Command & Conquer 3: Tiberium Wars (укр. Командуй і завойовуй 3: Тиберіумні Війни) — відеогра в жанрі стратегії в реальному часі з серії Command & Conquer, розроблена студією EA Los Angeles і видана компанією Electronic Arts в 2007 для персональних комп'ютерів з (Windows і Mac OS X) та ігрової приставки Xbox 360; третя гра в тиберіумній серії Command & Conquer.
Сюжет гри продовжує обертатися навколо глобального протиборства між Братством Нод та міжнародними збройними силами Глобальної Оборонної Ініціативи (GDI), які тимчасово змушує об'єднатися вторгнення скрінів — інопланетної раси, що занесла тиберіум на Землю.

## Ігровий процес

Приклад ігрового процесу за Братство НОД

### Основи
Геймплей Command & Conquer 3 подібний на геймплей попередніх ігор серії. Зазвичай основна мета гравця полягає в тому, щоб перемогти ворога нападючи і знищуючи його базу, розвиваючи й захищаючи власну. Мобільний збірний цех (МЗЦ) є центром бази, він забезпечує будівництво інших споруд і містить радар для огляду карти. МЗЦ здатний трансформуватися в пересувну форму. Певні будівлі можуть випускати війська, забезпечувати оборону і давати ресурси, необхідні для розбудови бази та ведення бою.
На екрані міститься інтерфейс, що складається з карти, показників кількості ресурсів, закладок будівництва та створення військ, зони інформації/управління військами, технікою і спорудами (залежно що саме вибрано в даний момент), панелі режимів (агресія, оборона, охорона, бездіяльність) та прокладання маршруту військ, і панелі спеціальних можливостей. Спеціальні можливості відкриваються в міру розвитку бази чи захоплення нейтральних і ворожих будівель. Вони різні для кожної фракції і можуть бути такі як створення мінного поля, підрив ворожої споруди, маскування і т. д. Їх використання вимагає ресурсів.
Кран, як і МЗЦ, дозволяє будувати споруди (але не всі). МЗЦ і кран можуть будувати одночасно. Кожен новий кран додає ще одну чергу будівництва. Непотрібні споруди можна «продати», зруйнуваши їх і отримавши частину їхньої вартості.

### Ресурси
Тиберіум є основним ресурсом і, як правило, збирається з родовищ кристалів тиберіуму, розкиданих по карті. Вичерпані родовища з часом відновлюються. Кристали, зібрані спеціальними комбайнами і відвантажені в переробну будівлю, дають гравцеві крéдити, які потім автоматично використовуватися при створенні підрозділів і будівлі/ремонті споруд. Максимальний ліміт ресурсів, коли при добуванні нових, вони вже не додаються, збільшується будівництвом сховищ тиберіуму (крім скрінів). Деякі карти також мають тиберіумні вишки, які при захопленні інженером постійно дають певну кількість ресурсів. Існують й інші споруди, які можна захопити, як генератори ЕМІ чи оборонні вишки. Часом на місцевості трапляються контейнери, які містять ресурси, підвищують звання військ, або лікують/ремонтують їх.
Другим ресурсом є енергія, яка генерується електростанціями. Кожна споруда вимагає живлення, якщо енергії недостатньо, вся база опиняється під загрозою. Виробництво та будівництво тимчасово блокується, якщо необхідні споруди зруйновані, або знеструмлені. Споруди можна тимчасово відключити від енергомережі для економії.

### Війська і бої
Війська поділяються на піхоту, техніку та авіацію, кожен зі своїми спеціалізаціями. Ефективність військ визначається за принципом камінь-ножиці-папір — стрільці ефективні проти піхоти, але неефективні проти техніки, ракетометники ефективні проти техніки, споруд і авіації, але не стрільців і гренадерів і т. д. Війська ростуть у званнях зі знищенням противників (в тому числі будівель). Є три звання з якими підвищуються сила і стійкість, на третьому рівні додається регенерація. На відміну від попередніх ігор, у цій піхотинці в більшості замовляються не по одному, а цілими загонами. Всі фракції мають інженерів, що служать для швидкого ремонту і захоплення будівель, і елітних бійців, представлених одним особливо сильним солдатом зі спеціальними здібностями. Практично кожен тип будівель в грі дає доступ до нових технологій і додаткових можливостей. Кожна фракція має в своєму розпорядженні зброю масового ураження, яка стає доступна після побудови спеціальної споруди. Ця зброя «перезаряджається» перед першим використанням і після кожного наступного.

### Ігрові фракції
Глобальна Оборонна Ініціатива (Global Defense Initiative, GDI)
GDI об'єднує основні армії демократичних країн світу задля швидкого реагування на конфлікти та боротьби з тиберіумним забрудненням. Основні сили GDI розташовуються на території США та Західної Європи.
Війська GDI мають більшу силу та захист, ніж у Нод, оснащені передовими зброєю та обладнанням. Але зворотним боком є те, що армія повільніша та менш гнучка в тактиках. Разом із тим GDI здатні, хоч і обмежено, миттєво перекидати на поле бою значні підкріплення. На час подій гри ця фракція майже відмовилася від крокуючої техніки, визнаної невиправдано вразливою. Надзброєю є орбітальна Іонна гармата, яка на відміну від попередньої гри, перестала завдавати точкових ударів, а навпаки, створює обширний вибух, подібно до ядерної зброї.
Юніти: Стрільці, Ракетники, Інженер, Гренадери, Снайпери, Спецпризначенці, Командо; Джип «Пітбуль», Танк «Хижак», БТР, Ремонтний модуль, Розкладний аванпост «Маркшейдер», Крокуюча артилерія «Джаґґернаут», Важкий танк «Мамонт»; Бомбардувальник «Косатка», Винищувач-бомбардувальник «Яструб», Транспортер V-35.
Братство Нод (Brotherhood of Nod)
Військово-релігійна організація під проводом харизматичного лідера Кейна, що вважає тиберіум запорукою розвитку людства. Основні сили Нод розташовуються на території колишнього СРСР і СНД. Ця фракція має значний вплив у Жовтих зонах, які потерпають від екологічних катастроф і обділені увагою GDI.
Війська Братства орієнтовані на партизанські бої, підтримувані потужними, проте дорогими технологіями. Так, вони використовують дистанційні атаки, диверсії і маскування. Тактики Нод дуже радикальні, наприклад, воно використовує смертників і жертвує власною технікою для вдосконалення роботів «Аватарів». Їх релігійне захоплення тиберіумом є підставою до використання цього мінералу в війні. Зокрема Нод за високого рівня розвитку бази посилює піхотинців його ін'єкціями, може оснащувати реактивну зброю тиберіумними ракетами. Комбайни Нод здатні маскуватися під час збору та перевезення ресурсів. Як надзброю Братство використовує ядерний удар.
Юніти: Бойовики, Ракетники, Саботажник, Смертники, Вогнеметники «Чорна Рука», Загін «Тіней», Командо; Бойовий мотоцикл, Багі «Нальотчик», Танк «Скорпіон», Вогнеметний танк, Ракетний стелс танк, Розкладний аванпост «Емісар», Променева гармата, Робот «Аватар»; Легкий літак «Отрута», Бомбардувальник «Смерч», Транспортер.
Скріни
Нова фракція в тиберіумній серії Command & Conquer. Ці прибульці, відомі як скріни, прийшли на Землю збирати тиберіум, раніше занесений ними на метеориті. Скріни довгий час залишалися невідомими для землян, хоча сліди їхніх експедицій траплялися і GDI і Нод. Скріни відкололися від своєї загальної раси; будучи ще колонією, вони заразили безліч планет тиберіумом, щоб потім використовувати накопичені в кристалах ресурси у війні. Тиберіум проходить стадії розвитку (зелений, синій, червоний), врешті перетворюється в рідину і детонує, що є знаком для скрінів. Знаючи це, Кейн приманив іншопланетян на Землю значно раніше, штучно викликавши подібний за силою вибух. Фактично скріни, показані в кампанії, були збиральниками тиберіуму, що мали небагато військ для охорони, але не ведення повномасштабної війни.
Війська і будівлі скрінів мають виражений біомеханічний і комахоподібний вигляд. Прибульці володіють кількома економічними і військовими перевагами, безпосередньо пов'язаними з тиберіумом, включаючи здатність прискорювати ріст кристалів, зберігати їх в необмежених кількостях і використовувати мінерал для посилення зброї. Війська скрінів мають найпотужніший повітряний флот. За високого рівня розвитку бази ця фракція може створювати червоточини і миттєво телепортувати війська в будь-яку точку поля бою. Скріни можуть викликати величезний Корабель-носій, яка має потужну Каталітичну гармату (англ. Catalist Cannon), що знищує близькі будівлі за принципом ланцюгової реакції. Їхня надзброя — «Генератор розлому», створює просторово-часову діру, переміщуючи все поблизу у відкритий космос.
Юніти: «Дзижчальця», Дезинтегратори, Асимілятор, Ударні війська, Контролер; Крокуючий танк, «Шукач», Танк «Поглинач», Розпилювач тиберію «Осквернитель», Розкладний аванпост «Дослідник», Аннігілятор; Дронна платформа (аналог МЗЦ), Літак «Буревісник», Артилерійський корабель «Руйнівник», Летючий авіаносець «Планетарний штурмовик», Корабель-носій.

### Версія для Xbox 360
Консольна версія гри має інший інтерфейс, керування з геймпада, та додаткові режими багатокористувацьких сутичок. Елементи інтерфейсу в бою розташовані вздовж нижнього краю монітора, а піктограми замовлення військ і вивчення вдосконалень містяться в круговому меню навколо відповідних споруд. Додаткові режими:
- «Облога» (англ. The Siege) — гравці 5 хвилин розділені нездоланною стіною, впродовж чого вони можуть накопичити й розмістити достатні військові сили до початку звичайної битви.
- «Захоплення прапора» (англ. Capture the Flag) — гравцеві слід знайти на карті прапор, захопити його військами та доставити його на свою базу більше разів, ніж це зробить противник, або до вичерпання часу.
- «Цар гори» (англ. King of the Hill) — гравець повинен захопити й утримати довше за противника, або до вичерпання часу, точку в центрі карти.
- «Захоплення й утримання» (англ. Capture and Hold) — гравець повинен захопити й утримати 5 точок на карті[3].

## Сюжет

### Світ гри
Події гри розгортаються в 2047 році, коли Братство Нод вже 17 років перебуває у відносному затишші. GDI акцентує свою діяльність на екології і проблемі поширення тиберіуму.
Тим часом тиберіум продовжує заражати все нові і нові області. Став зустрічатися новий різновид тиберіуму — більш цінний, але вибухонебезпечний синій. Земля була розділена на зони, що розрізняються за ступенем придатності до життя. 20 % поверхні планети — сині зони. Це території, які не зазнали впливу тиберіуму і не постраждали від бойових дій. Тут живуть 20 % населення Землі під охороною сил GDI. Жовті зони, в яких проживає решта населення планети, покривають 50 % території Землі. Ці райони заражені тиберіумом, сильно виснажені безперервними війнами останніх часів і є місцем активності Братства Нод. Жовті зони можна очистити від кристалів дією ультразвуку. В червоних зонах через високу концентрацію тиберіуму існування більшості форм життя неможливе. Кристали там виростають до величезних розмірів і бушують іонні бурі.

### Кампанії
Всі три кампанії (третя з яких прихована) мають загальний сюжет і доповнюють одна одну. Разом вони мають 38 місій. Часто гравець має кілька місій на вибір, які може проходити в довільному порядку. В процесі проходження кампаній можна збирати додаткову інформацію, яка дозволяє більше дізнатися про світ гри, ігровий процес, і впливає на кінцевий рахунок, який виражається в медалях.

#### Кампанія GDI
У кампанії за GDI завдання гравцеві дає генерал Джек Грейнджер і офіцер зв'язку Кірс. Гравець проходить навчальну місію в Північній Кароліні і знищує невелику базу Братства. Тим часом в космічному центрі імені Годдарда відбувається диверсія Нод, що виводить з ладу світову протиракетну систему. Скориставшись цим, Братство запускає з Каїру ракету, що збиває космічну станцію «Філадельфія», на якій відбувався самміт GDI. Главою GDI стає Редмонд Бойл, єдиний, котрий залишився на Землі. Братство Нод нападає на Сині зони. Гравець відвойовує захоплені території, зриває плани Братства зі створення хімічної зброї і руйнує ракетну шахту в Каїрі, щоб вороги не могли завдати другого удару. GDI атакує Нод на Балканах і, здавалося б, вбиває Кейна пострілом Іонної Гармати по головному храму Братства в Сараєво.
Постріл спричиняє неочікуваний вибух тиберіуму під храмом, внаслідок чого непоправної шкоди зазнають майже вся Центральна і Східна Європа. Скоро радари GDI фіксують наближення до Землі невідомих об'єктів, що розділяються і падають на планету. Прибульці (скріни) атакують міста, GDI без особливих успіхів бореться з ними, поки не виявляється, що скріни вразливі до ультразвуку. Нова керівниця Нод, генерал Кілліан, пропонує об'єднатися проти космічних нападників. Війська гравця заходять в Італію, де скріни будують спіральні вежі невідомого призначення, а Братство для чогось захищає їх. В гирлі Тибру, куди свого часу впав метеорит з тиберіумом, виявляють будівлю, яка керує всіма скрінами на Землі. Бойл пропонує використати новітню розробку — тиберіумну бомбу, яка знищить всю Італійську Червону зону. Та гравець дослухається до поради Грейджера і добивається перемоги лише своїми тактикою і стратегією. З руйнуванням центру управління скрінів іншопланетяни масово «вимикаються», а їхня єдина добудована вежа залишається стояти в неробочому стані.

#### Кампанія Нод
Кейн і його генерал Кілліан Катар дають гравцеві завдання вивести з ладу центр космічних польотів Ґоддарта, що дозволяє збити «Філадельфію» й залишити GDI без керівництва. Нод проводить операції на східному узбережжі США. GDI контратакують, а Кейн наказує посилати в бої все нові і нові війська попри поразки, через що Катар сумнівається в його адекватності. В Бразильській Жовтій зоні Братство захоплює частини хімічної зброї на основі рідкого тиберіуму. Зброю слід доставити в Сараєво, що супроводжується низкою позаштатних ситуацій. Коли зброя доставлена, відвойований Сараєво атакують війська Братства під проводом Кілліан, які оголошують Кейна зрадником. Храм зазнає обстрілу з Іонної гармати, але через тиберіумну бомбу, сховану Кейном під ним, вибух виявляється набагато потужнішим, накриваючи Центральну і Східну Європу. Кейн, як вважається, під час цього загинув.
Владу бере в свої руки Кілліан і береться повернути Братству колишню силу. Передусім в Австралії Братство захоплює ядерні боєголовки GDI, але саме в цей час скріни починають вторгнення. Братство отримує в Сіднеї коди керування боєголовками, а Кілліан тим часом укладає союз з GDI задля боротьби з прибульцями. Раптово з'являється Кейн, який інсценізував свою загибель в Сараєво. Невдоволений атакою на храм і співпрацею з ідейними ворогами, він наказує захопити Кілліан і відправити її на суд Братства. Зрадницю показово страчують, у Внутрішньому Колі звільняється місце. В Італії Нод стримує скрінів і пробивається до вишок, які ті будують. В плани Кейна входить, щоб була завершена хоча б одна, отож Братство захищає прибульців. GDI здобувають перемогу над скрінами, але добудована вежа, тепер невразлива для людської зброї, ще знадобиться Кейну і все відбувається за його планом. Гравець за свої досягнення удостоюється увійти до Внутрішнього Кола Братства.

#### Кампанія скрінів
Компанія за скрінів відкривається в тому випадку, якщо гравець пройшов компанії за GDI і Нод, вона складається з чотирьох місій. Гравець виступає в ролі «Виконроба», що керує конкретними операціями на Землі, а накази йому віддає Спостерігач, який координує сили прибульців. Скріни спочатку атакують людей, щоб оцінити їхні можливості, аналізують зібрані дані і проводять відволікаючі атаки, поки будуються Вежі Межі (англ. Threshold Tower).
Спостерігач розкриває причини раннього вибуху тиберіуму і відслідковує Кейна, котрий вже відомий скрінам. Тим часом сили іншопланетян зменшуються в сутичках з людьми. Спостерігач наказує продовжити подальший збір інформації, але Корабель-носій (англ. Mothership) скрінів протестує, оскільки «Виконроб» у такому разі лишиться відрізаним від решти сил прибульців. Зрештою, через сварку, Корабель відключає канал зв'язку Спостерігача. Основним завданням стає завершення будівництва хоча б одної Вежі Межі, за допомогою якої «Виконроб» зможе покинути планету. Гравцеві вдається це здійснити, а Спостерігач доповідає лідерові скрінів — Повелителеві, ситуацію. Повелитель наказує зібрати повномасштабні війська для повторного нападу в майбутньому зі словами: «Приготуйте сили вторгнення! Земля буде нашою!»

## Розробка
Продовження Command & Conquer: Tiberian Sun очікувалося з самого її виходу в 1999. Роботи над продовженням почалися на Westwood Studios в 2001. Перша альфа-версія гри називалася Tiberian Twilight і розроблялася ще в 2003 році. Гра планувалася як завершення серії Command & Conquer.
У 2004 були опубліковані концепт-арти, на яких зображувалися деякі юніти і фігурувала назва Command & Conquer 3.
Дуже багато уваги приділялася роботі над сюжетом і над всесвітом серії Command & Conquer, розробники навіть залучили кількох вчених з MIT, щоб ті науково обґрунтували склад тиберіуму, природу і принцип роботи на атомному рівні, його вплив на навколишнє середовище. Майк Верду, виконавчий продюсер, говорив про «безпрецедентний рівень занурення в сюжет». Розробники повернули традиційні для тиберієвого циклу Command & Conquer (і взагалі всієї серії, за винятком Command & Conquer: Generals) відеоролики за участю живих акторів. Кейна, як і раніше, зіграв Джо Кукан (Joseph Kucan), у минулому розробник і актор.
Що стосується графіки, то тут була застосована нова версія графічного рушія SAGE (Strategy Action Game Engine), який використовувався в Command & Conquer: Generals і The Lord of the Rings: The Battle for Middle-earth. Була створена нова система часток, завдяки якій різні ефекти (наприклад вибухи, вогонь, дим і погодні явища) виглядають краще.
Гра була випущена в трьох виданнях: виданні попереднього замовлення, стандартному і обмеженому Kane Edition.
Гра була випущена і під Xbox 360 у травні 2007. У цій версії було змінено інтерфейс і управління для зручності гри з використанням геймпада.

## Саундтрек
Саундтреки для Command & Conquer 3: Tiberium Wars і аддону Command & Conquer 3: Kane's Wrath були написані Стівом Яблонским (англ. Steve Jablonsky) і Тревором Морісом (англ. Trevor Morris), оскільки Френк Клепакі був зайнятий роботою над Petroglyph. На відміну від попередніх ігор серії, в Command & Conquer 3 не можна вибирати треки і відтворювати їх у довільному порядку.
Список треків оригінальної Command & Conquer 3: Tiberium Wars:
| - 1. Mourning Hour — 00:25 - 2. Crystalline — 01:12 - 3. Drop Attack — 01:16 - 4. Blue Control — 02:09 - 5. Black Dawn — 01:50 - 6. Tiberian Influx — 02:07 - 7. Aftermath — 02:03 - 8. Alien Substance — 01:49 - 9. Yellow Temple — 02:07 - 10. Crimson City — 02:22 - 11. Blue Glory — 00:26 - 12. Deadly Force — 01:18 - 13. Gathering Intel — 01:45 | - 14. Heavy Handed — 01:54 - 15. The Zenith — 01:06 - 16. Yellow Dawn — 02:07 - 17. Infection — 03:32 - 18. Guilty Pleasure — 00:24 - 19. Infestation — 02:13 - 20. War Zone — 00:56 - 21. Defense Line — 02:22 - 22. Light Infantry — 00:34 - 23. Havoc — 01:07 - 24. Rebel Forces — 02:15 - 25. No Surrender — 01:17 - 26. Research Initiative — 02:16 | - 27. Yellow Explore — 01:56 - 28. Intelligence — 02:06 - 29. Radiation Alert — 02:15 - 30. Maelstrom — 01:14 - 31. Red Ashes — 02:19 - 32. War Machine — 01:16 - 33. Red Life — 02:09 - 34. Renegade Attack — 01:03 - 35. Yellow Planet — 02:13 - 36. Unleashed — 01:10 - 37. Apocalypse — 01:13 - 38. Returning to Base — 02:24 |

## Видання
Крім звичайного видання, гра має два з додатковим вмістом:
- Kane Edition — обмежене видання, яке містить додаткові карти для багатокористувацької гри, альтернативні текстури для всіх фракцій (активовуються в окремому пункті настройок), DVD з відео про створення гри, навчальні ролики, фрагменти зйомок відео з акторами зі смішними моментами, і 5 шпалер. Вийшло одночасно зі стандартним виданням[8].
- Deluxe Edition — містить C & C 3: Tiberium Wars і доповнення Kane's Wrath[9].

## Книги
29 травня 2007, Del Rey Books випустили в продаж книгу Кіт де Кандідо «Command & Conquer: Tiberium Wars», яка описує події, що відбуваються одночасно з грою. Книга зосереджена на трьох персонажах: солдаті GDI Рікардо Вега (можливий племінник генерала Нод Веги), репортерки W3N Аннабелли Ву і командира 22-го батальйону Майкла «Мака» Макніла (персонаж гравця в Command & Conquer: Tiberian Sun).

## Оцінки і відгуки
| Агрегатор  | Оцінка |
| ---------- | ------ |
| Metacritic | 85 %   |

| Видання                      | Оцінка |
| ---------------------------- | ------ |
| 1Up.com                      | A      |
| Eurogamer                    | 8/10   |
| Game Informer                | 8.5/10 |
| GamePro                      | [ 14 ] |
| GameSpot                     | 9/10   |
| GameSpy                      | [ 16 ] |
| IGN                          | 8.5/10 |
| Official Xbox Magazine (США) | 8.0/10 |

PC Gamer США дав грі «Вибір редактора» оцінивши її в 90 %, зазначивши «Одна з найвидатніших франшиз RTS всіх часів славно повернулася», PC Gamer Швеції оцінив у 81 %, тоді як PC Gamer Об'єднаного королівства 82 %, із зазначенням «Похвальне, проте обмежене повернення». GameSpot поставив оцінку 9.0 з 10 і «Вибір редактора», описуючи Tiberium Wars як «одну з найкращих стратегій реального часу за рік.» IGN дали оцінку «great», з балом у 8.5/10. GamePro дали Command & Conquer 3: Tiberium Wars свій «Вибір редактора» з оцінкою в 4.5 з 5, назвавши її «Грою місяця» у червневому номері 2007 року. Журнал PCFormat оцінив у 81 % та відзначив «Блискучу й гладку презентацію та вибухову, розривну дію», що робить Command and Conquer «квінтесенцією всього, чим є RTS», в той же час критикуючи недостачу нововведень. Фінські журнали Pelit та MikroBitti поставили 89/100 та 4/5, відповідно. MikroBitti похвалили представлення гри і звук, проте критикували відсутність вірності ігровій механіці старих ігор серії Command & Conquer. Edge поставив грі 7 балів. При точному відтворення досвіду оригінальної Command and Conquer, журнал назвав стратегічну формулу гри надто старою, порівняно з тогочасними стратегіями в реальному часі.

### Нагороди
Apple Design Award
- 2008 — Друге місце як «Найкраща гра для Mac OS X Leopard 2008 року» (англ. Runner-up as "Best Mac OS X Leopard Game in 2008")

GameStar (Німеччина)
- 28 березня 2008 — «Найкраща стратегічна гра для ПК 2007 року (читацьке голосування)» (англ. Best PC Strategy Game in 2007" (Readers' vote))[18]

G-Phoria 2007 Awards
- «Найкраща стратегічна гра» (англ. Best Strategy Game)[19]

Firing Squad
- Номер 10 в «Топ десять ПК-ігор 2007 року» (англ. Number 10 on Top Ten PC Games of 2007)[20]

11th Annual Interactive Achievement Awards
- «Найкраща стратегічна/симуляційна гра року» (Best Strategy/Simulation Game of the Year)[21]

1UP
- «Стратегічна/симуляційна гра 2007 року» (англ. Strategy/Simulation Game of 2007)[22]

## Продовження
Аддон для гри, випущений у 2008 — «Command & Conquer 3: Kane's Wrath» (укр. Лють Кейна), описує, що відбувалося з Братством і Кейном в періоді з закінчення Другої тиберієвої війни до декількох років після Третьої. Також додано нові війська та режим захоплення світу. У кожної фракції з'явилися спеціалізовані підфракції та «епічні юніти». В центрі сюжету стоїть штучний інтелект, створений на основі CABAL'а з другої частини, в ролі якого і виступає гравець.